# Колоредо (Сондрио)
Колоредо је насеље у Италији у округу Сондрио, региону Ломбардија.
Према процени из 2011. у насељу је живело 396 становника. Насеље се налази на надморској висини од 308 м.